# Ritos de Zhou
Los Ritos de Zhou (en chino tradicional, 周禮; pinyin, Zhōu lǐ: 周禮; pinyin: Zhōu lǐ), originalmente conocido como Agentes de Zhou (周官, Zhouguan) es un tratado sobre burocracia y teoría organizativa. Fue rebautizado por Liu Xin para diferenciarlo de un capítulo homónimo del Libro de Historia.
Tales textos puramente administrativos son normalmente referidos como «Legalistas», pero el modelo gubernamental del texto es uno de co-gobernancia, con la familia del gobernante abarcando un estado particularmente aristocrático-burocrático, en contraposición a la administración absolutista de Han Fei. Durante largo tiempo formó parte de los textos rituales antiguos conocidos como «Tres Ritos», junto al Libro de Ritos y el Ceremonial y Etiqueta, listado entre los clásicos del Confucianismo. 

## Autoría
El libro apareció a mediados del siglo II a. C., cuando fue encontrado e incluido en la colección de Textos Antiguos en la biblioteca del príncipe Liu De (劉德; † 130 a. C.), hermano menor del emperador Wu de Han. Su primer editor fue Liu Xin (c. 50 a. C. – 23 d. C.), quien lo atribuyó al Duque de Zhou. Esta atribución se mantuvo tradicionalmente al menos desde la dinastía Song, que consideraba la edición de Liu Xin como última versión.
En el siglo XII,  se le concedió un reconocimiento especial al ser incluido entre los Cinco Clásicos como sustituto para el desde hacía tiempo perdido sexto trabajo, el Clásico de la Música.
A finales del siglo XIX y principios del siglo XX, de acuerdo a Kang Youwei, el libro fue a menudo visto como una obra de Liu Xin. Actualmente, algunas voces discordantes lo datan en el periodo Zhou Occidental, mientras la mayoría concuerda con Qian Mu y Gu Jiegang en fechar el tratado en torno al siglo III a. C. Yu Yingshi por su parte, defiende que fue escrito en el periodo tardío de los Reinos Combatientes, basándose en una comparación de títulos del texto con inscripciones en bronce y cálculos caléndricos implícitos en el tratado. Desde esta perspectiva, la palabra «Zhou» en el título no haría referencia al Zhou Occidental, sino al Reino de Zhou de los Reinos Combatientes; la pequeña región aún bajo control directo del monarca.

## Contenidos

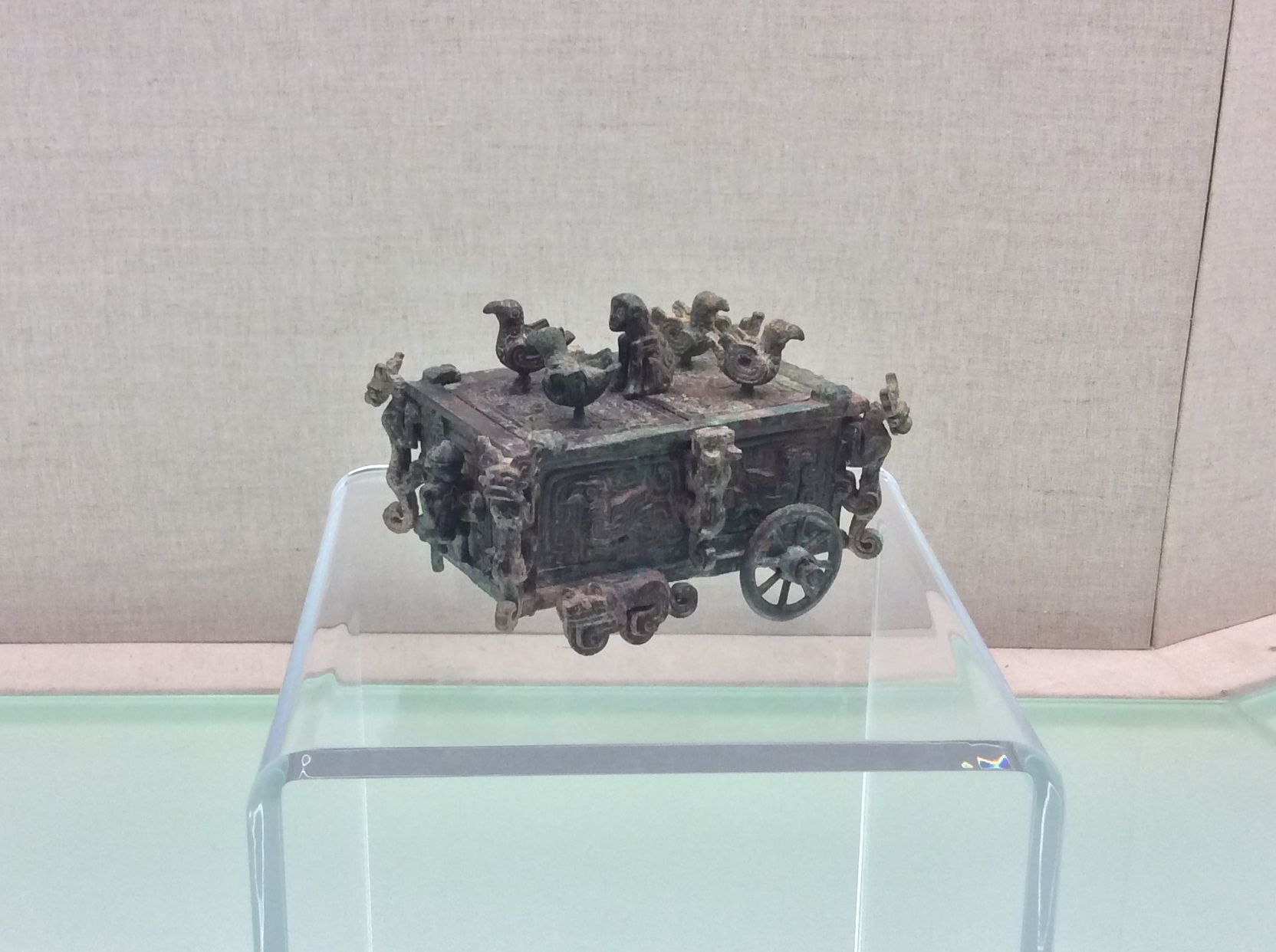
Figura de carruaje en bronce basada en un pasaje de los Ritos de Zhou, "Hacer que el delincuente con su pie izquierdo amputado guarde los jardines" (刖人使守囿)

## Registro de Comercios
Una parte de las Oficinas de Invierno, el Kao Gong Ji, o Registro de Comercios, contiene información importante sobre tecnología, arquitectura, planificación urbana y otros temas. Un pasaje recoge que «El maestro artesano edifica la capital estatal. Construye una plaza cuadrada con nueve li de lado; en cada lado erige tres puertas. Dentro de la capital hay nueve calles dirección norte-sur y nueve dirección este-oeste. Las calles norte-sur tienen un ancho de nueve pistas para carruaje».